# 斑
斑（はん）は、皮膚疾患などでみられる皮疹の一つ。皮膚の表面は盛り上がっておらず平坦で、かつ限局した病的な変化である。

## 紅斑
紅斑（こうはん erythema）は、血管拡張や充血が真皮内に起こり赤くなった状態。

## 紫斑病
紫斑（しはん purpura）は、血管炎、血管の脆弱性、血管の閉塞などの原因で赤血球が皮内に漏出した状態。代表疾患としてアナフィラクトイド紫斑病。ICD-10の「紫斑病及びその他の出血性病態」に分類される。

## 色素異常症

白斑

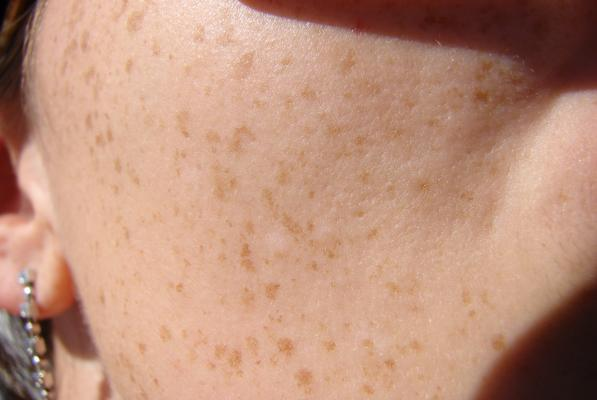
雀卵斑（そばかす）

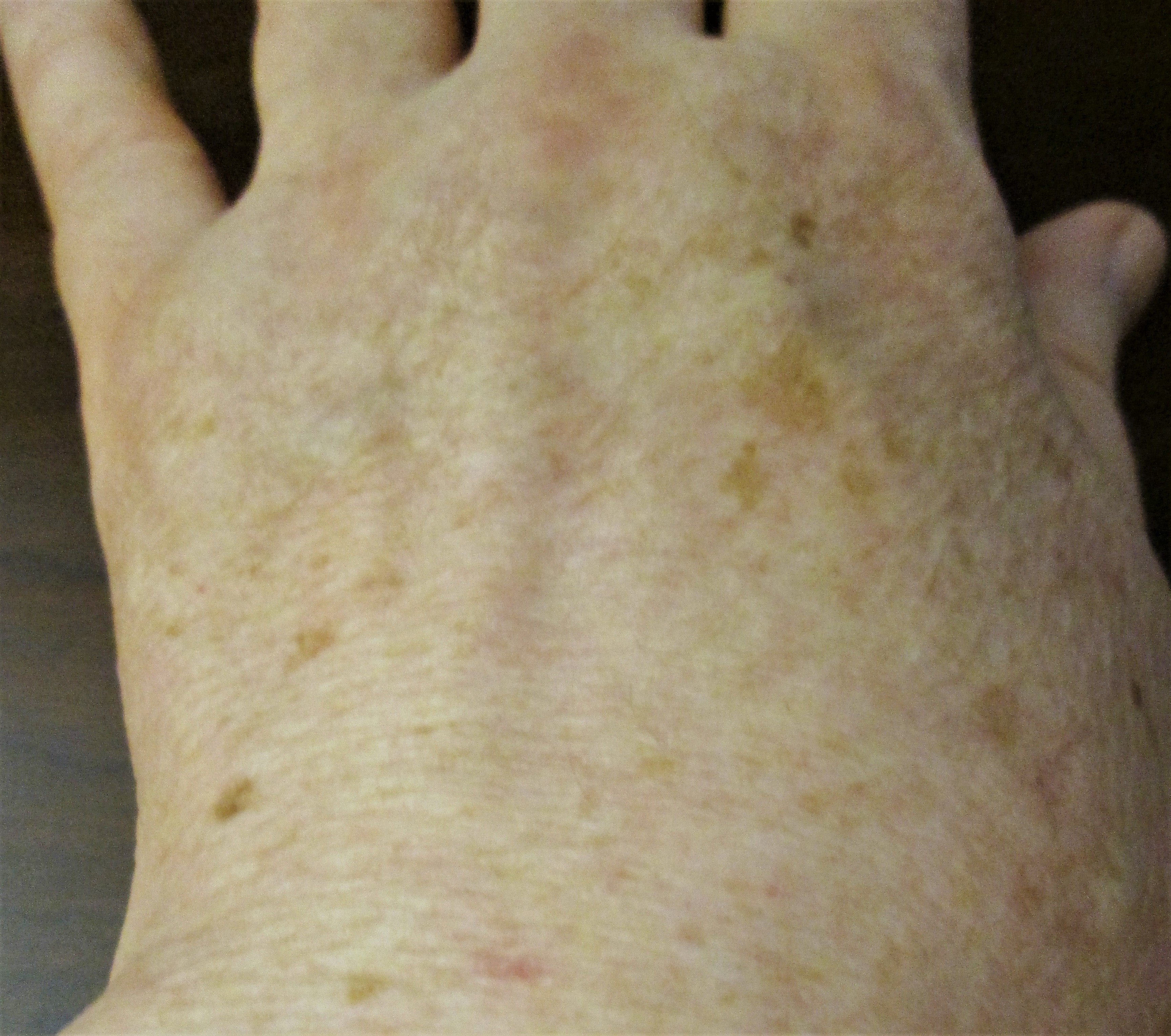
老人性色素斑（日光黒子、しみ）

- 白斑

代表的には白斑（はくはん、vitiligo, leukoderma）、または尋常性白斑であり、色素の脱出や血管の収縮などで、皮膚が白くなったもの。
- 色素沈着

メラニン色素が皮膚に沈着することにより生じる。表皮など浅いところに沈着すると黒くなり、真皮など深いところに沈着すると青くなる。
単に色素沈着という場合、臨床的には皮膚細胞の新陳代謝が滞ったり又は皮膚への物理的な刺激により、皮膚にメラニン色素が皮膚に通常よりも多く堆積され斑よりも広範囲に皮膚が黒ずむことを指す場合が多い。
- 肝斑（かんぱん、しみ）

境界明瞭な色素斑で、眼の外側にできやすい。下顎、上口唇（鼻の下）にもできることがある。左右対称である。
- 雀卵斑（じゃくらんはん、そばかす）

主に顔の目の下にみられる。直径3〜5mmの細かい茶色の色素斑が散在。
- カフェオレ斑

幼児期、小児期に見られる斑。
- 色素斑（しきそはん　pigmented spot）
- 老人性色素斑（日光黒子、しみ）。
- 色素性紫斑性皮膚症